# Stade de Madère
Le Estádio da Madeira est un stade situé à Funchal sur l'île de Madère.
Le stade a été inauguré en 1998. Il a une capacité de 5 200 places et a pour club résident le club du Nacional Madère.